# Livre blanc (Palestine mandataire)
Pour l’article général traitant des « livres blancs », voir Livre blanc.
Les Livres blancs publiés durant le mandat britannique en Palestine sont une série de lois et de mesures fixant la politique mandataire relative à la situation en Palestine.

## Premier Livre blanc,3 juin 1922
Il est connu comme le « Livre blanc de Churchill », et fut publié pour répondre à l’opposition des Arabes palestiniens aux termes du mandat quant à l’établissement d’un « foyer national juif » et à l’immigration juive en Palestine. Winston Churchill remplit à l’époque les fonctions de secrétaire aux colonies. Ce Livre blanc restreint le territoire destiné au foyer juif, et donne le contrôle des terres situées à l’est du Jourdain à l’émir Abdallah. Il réaffirme le droit au retour du peuple juif sur sa terre ancestrale, mais pose néanmoins comme condition à l’immigration le niveau des moyens financiers des postulants à l’immigration. Il précise également que la Palestine ne peut être conçue comme une entité politique exclusivement juive : " les termes de la Déclaration à laquelle il est fait référence n'envisagent pas que la Palestine dans son ensemble soit convertie en un foyer national juif, mais qu'un tel foyer soit fondé en Palestine"

## Deuxième Livre blanc,21 octobre 1930
Le deuxième Livre blanc est connu comme le « Livre blanc » de Lord Passfield, secrétaire britannique aux colonies. Il est publié après les émeutes sanglantes de 1929. Il remet en question la poursuite de l’implantation juive en Palestine, et favorise la priorité à l’emploi de la population arabe, et ce même au sein des entreprises juives.
La réaction du Yishouv et des institutions sionistes mondiales fut alors virulente. La publication du second Livre blanc entraîne également la démission des responsables du mouvement sioniste et de ceux de l’Agence juive. À la suite de ces pressions, le gouvernement britannique remet au docteur Chaim Weizmann, alors directeur de l’Agence juive, le décret d’annulation du second Livre blanc, le 13 février 1931.
On note cependant au cours des années 1930 une politique visant à freiner l’immigration juive. Les certificats d’immigration accordés par la puissance mandataire à l’Agence juive deviennent en effet inférieurs aux demandes, développant une immigration clandestine juive à grande envergure dès cette époque.

## Troisième Livre blanc,17 mai 1939

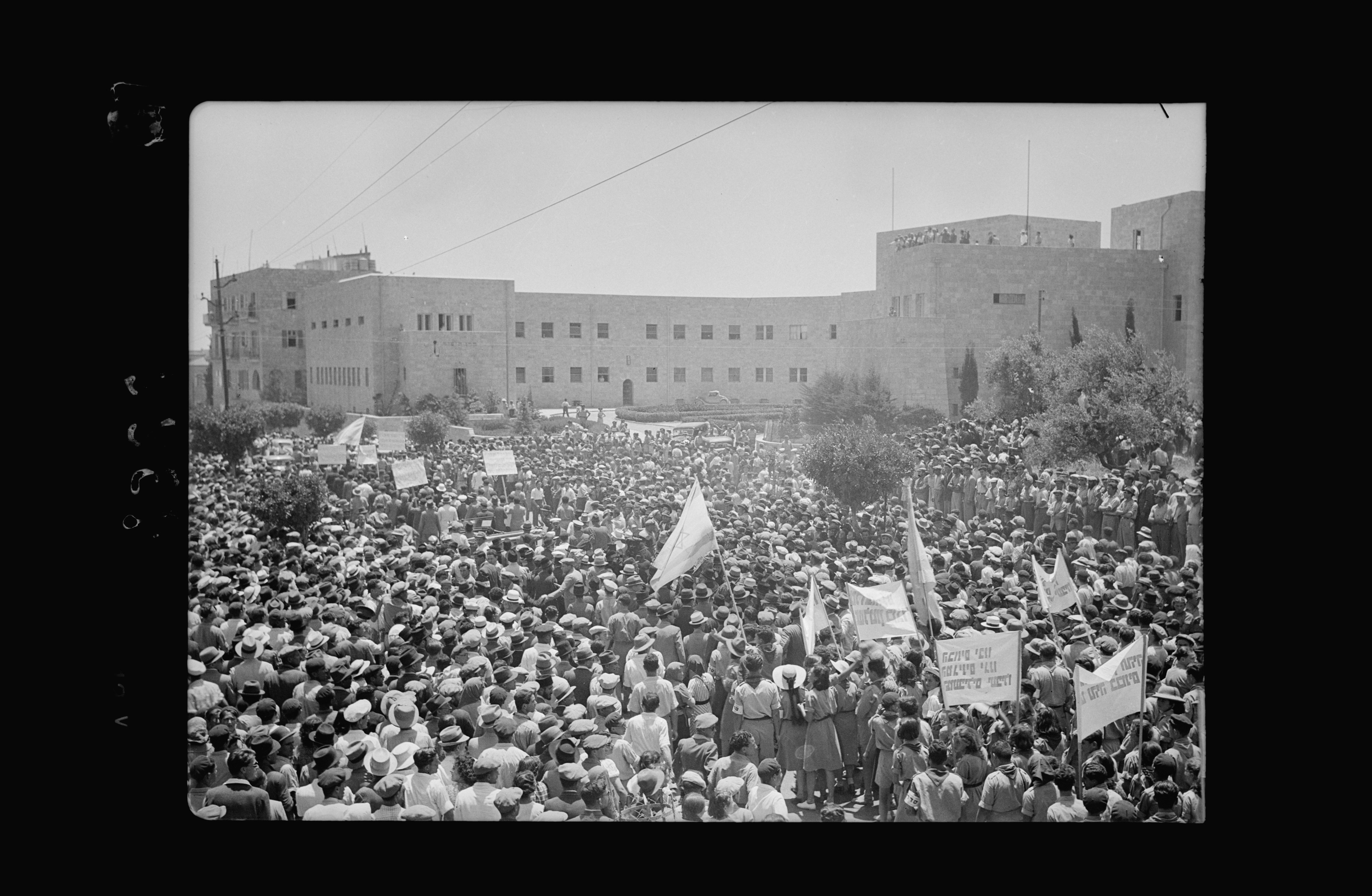
Manifestation de Juifs contre le Livre blanc, à Jérusalem, le 18 mai 1939.

Il est publié le 17 mai 1939 à la suite de la Grande Révolte arabe en Palestine. Il est connu comme le « Livre blanc » de Malcolm MacDonald, secrétaire aux colonies, et a été élaboré après une conférence anglo-judéo-arabe tenue à Londres en février 1939.
Ce livre veut apaiser le soulèvement de la population arabe de Palestine en limitant la vente de nouvelles terres aux Juifs. « Compte tenu de la croissance naturelle de la population arabe et de l’importance des ventes de terres arabes aux Juifs, en certains endroits il ne reste plus assez de place pour de nouveaux transferts de terres arabes, tandis qu’en d’autres endroits ces transferts doivent être limités pour que les cultivateurs arabes puissent garder leur niveau de vie actuel et que ne soit pas créée prochainement une importante population arabe sans terre. Dans ces circonstances, le haut-commissaire recevra tous les pouvoirs pour prohiber et réglementer les transferts de terres »[source insuffisante]. Trois zones sont définies. Toute vente de terrain aux organisations sionistes est interdite en Samarie, dans la bande de Gaza et dans la région de Beer-Sheva. Les ventes de terres dans la vallée du Jourdain, en Galilée, entre Tantoura et Haïfa et dans le Sud du Néguev, sont autorisées, mais seulement après accord spécial des autorités mandataires britanniques. Enfin, de Tantoura jusqu’au sud de Tel Aviv, ainsi que dans la région de Haïfa, les ventes restent libres.
À la veille de la Seconde Guerre mondiale, l’immigration juive est limitée à 75 000 personnes sur une durée de 5 ans, afin que la population juive ne dépasse pas le tiers de la population du pays. De ces 75 000 entrées sera déduit le nombre d’immigrants illégaux interceptés : « on ne peut nier que la peur d’une immigration juive indéfinie est largement répandue dans les rangs de la population arabe et que cette peur a rendu possibles ces troubles ». Dès lors, « l’immigration sera maintenue au cours des cinq prochaines années pour autant que la capacité économique d’absorption du pays le permettra, à un taux qui portera la population juive à environ le tiers de la population totale. […] Au terme de la période de cinq ans, aucune immigration juive ne sera plus autorisée, à moins que les Arabes de Palestine ne soient disposés à y consentir ».[source insuffisante]
Enfin, un État palestinien unitaire (à majorité arabe) et indépendant est envisagé (assez vaguement) dans un délai de 10 ans : « Le gouvernement de Sa Majesté déclare aujourd’hui sans équivoque qu’il n’est nullement dans ses intentions de transformer la Palestine en un État juif ». « Le gouvernement de Sa Majesté [a le] désir […] de voir s’établir finalement un État de Palestine indépendant ». « Si, au terme de dix années, il est avéré que l’indépendance doive être ajournée, le gouvernement britannique consultera les habitants de Palestine, le Conseil de la SDN ».[source insuffisante]

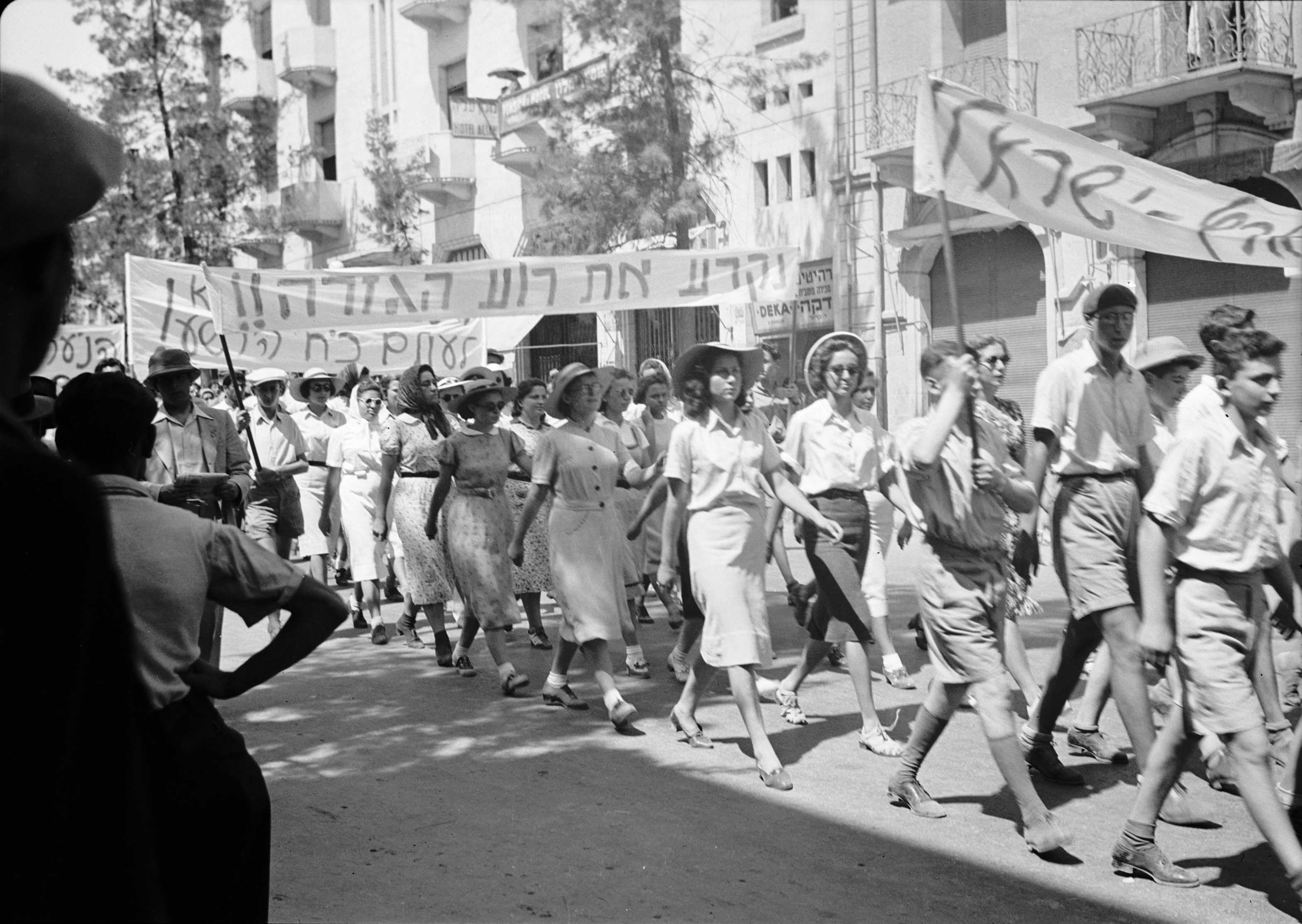
Pancartes de la manifestation contre le Livre blanc, avenue King George à Jérusalem, le 18 mai 1939.

Le Livre blanc entraîne de nouveau une vive réaction des institutions sionistes mondiales. David Ben Gourion déclare peu après le début de la guerre « Nous aiderons les Britanniques dans la guerre comme s’il n’y avait pas de Livre blanc et nous lutterons contre le Livre blanc comme s’il n’y avait pas la guerre »[réf. souhaitée]. De fait, la lutte contre le troisième Livre blanc est engagée au sein du Yishouv, et ne prendra fin qu’avec l’indépendance de l’État d’Israël. 
Politiquement, les organisations sionistes officielles se mobilisent. Sous une forme plus violente, le « Livre blanc » provoque aussi une première vague d’attentats anti-britanniques commis par l’Irgoun dès 1939, attentats suspendus après le début de la Seconde Guerre mondiale, en septembre 1939, puis repris par une dissidence de l’Irgoun, le Lehi, en 1941-1942.

## Poursuite de l'opposition
L’opposition politique des institutions sionistes officielles ne cessera pas durant la Seconde Guerre mondiale, même à l’heure où certains membres du Yishouv intègrent les rangs de l’armée anglaise. C’est dans ce cadre que le mouvement sioniste adoptera son « programme de Biltmore » de 1942, réclamant un État juif sur l’ensemble de la Palestine. 

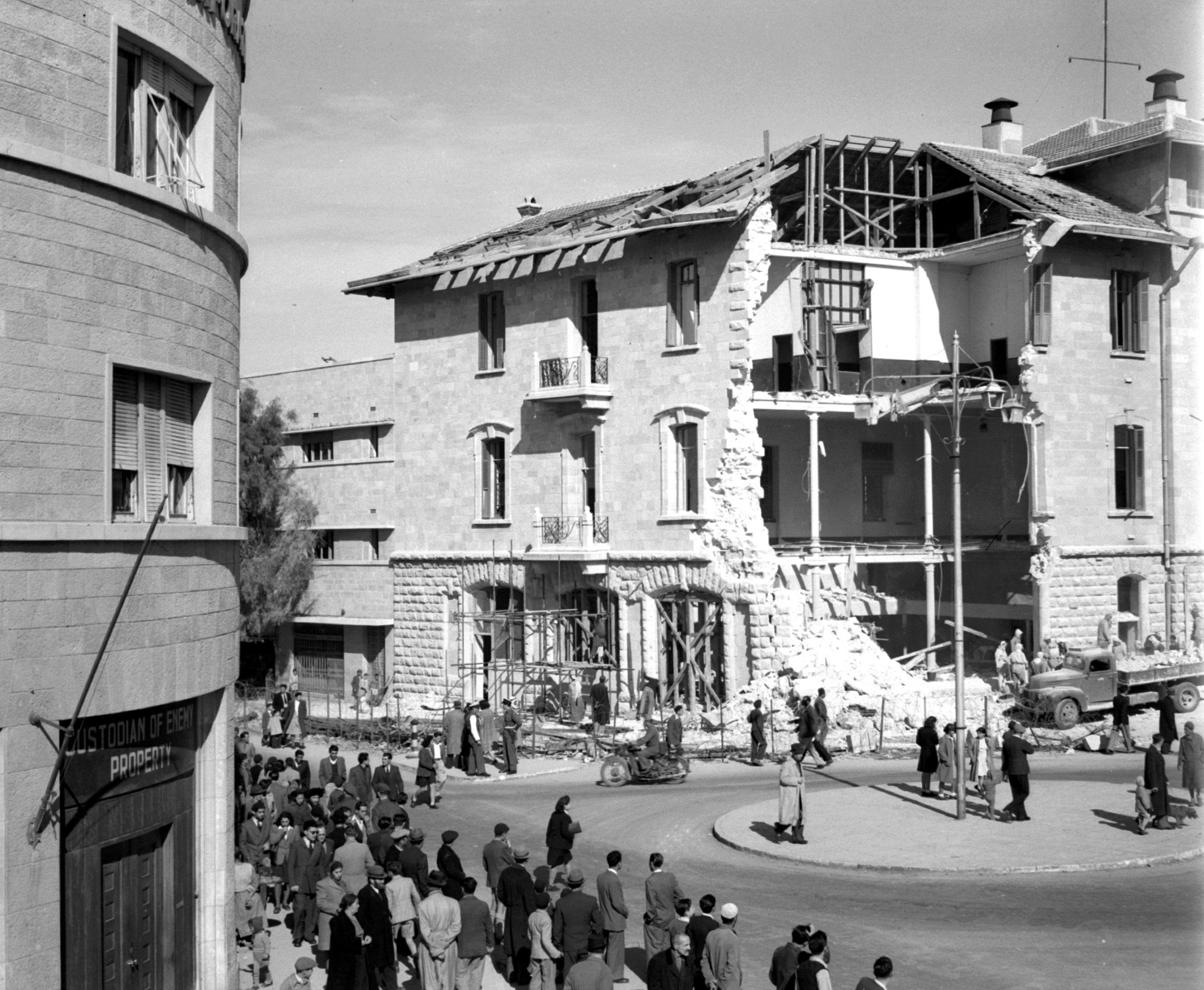
Dommages causés au bâtiment de la police britannique à Jérusalem, le 27 décembre 1945.

L’opposition armée au « Livre blanc » se durcira avec la reprise des attentats de l’Irgoun en février 1944. De 1944 à 1948, les organisations armées (Lehi, Irgoun et dans une moindre mesure Haganah) tueront plus de 300 Britanniques, ainsi que plusieurs dizaines de Juifs et quelques milliers d’Arabes. « Les opérations contre les troupes d’occupation, de plus en plus audacieuses, rendent le pays ingouvernable (…). Désemparé, Bevin, [Ministre des Affaires Étrangères britannique] décide en février 1947 de porter l’affaire devant l’ONU, non sans espérer un échec des Nations unies qui permettrait le retour en force de la Grande-Bretagne ».
L’application du Livre blanc par le mandat britannique s’intensifiera à l’issue de la Seconde Guerre mondiale, luttant particulièrement contre l’afflux massif des rescapés de la Shoah. Des dizaines de milliers d’immigrants clandestins seront internés à Chypre ou en Europe. 
La première loi votée par le tout jeune État d’Israël concernera l’abrogation du « Livre blanc ».